# Anaxagoras

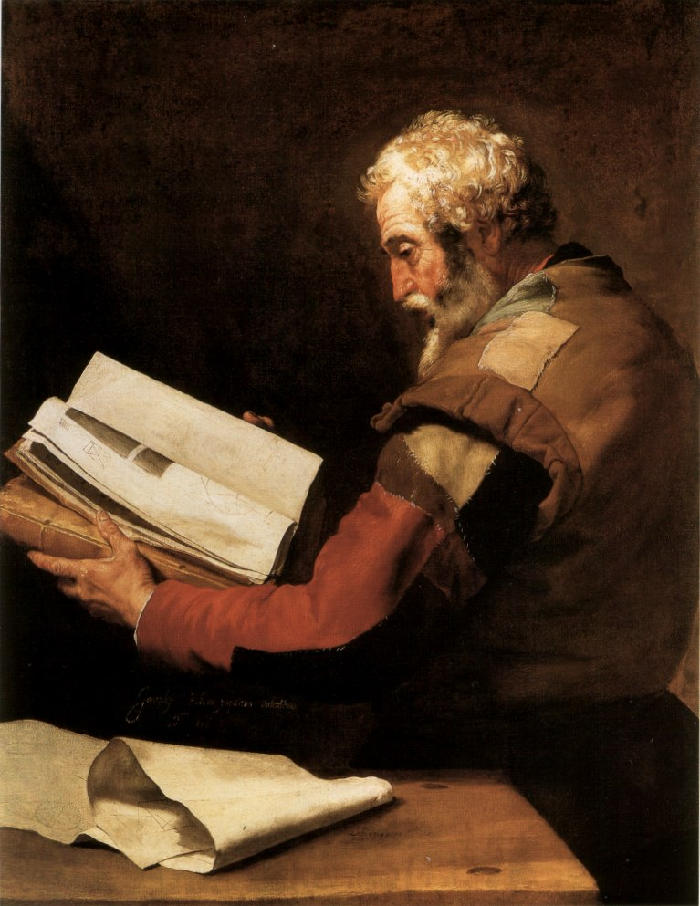
Malerei Anaxagoras von Jusepe de Ribera (1636)

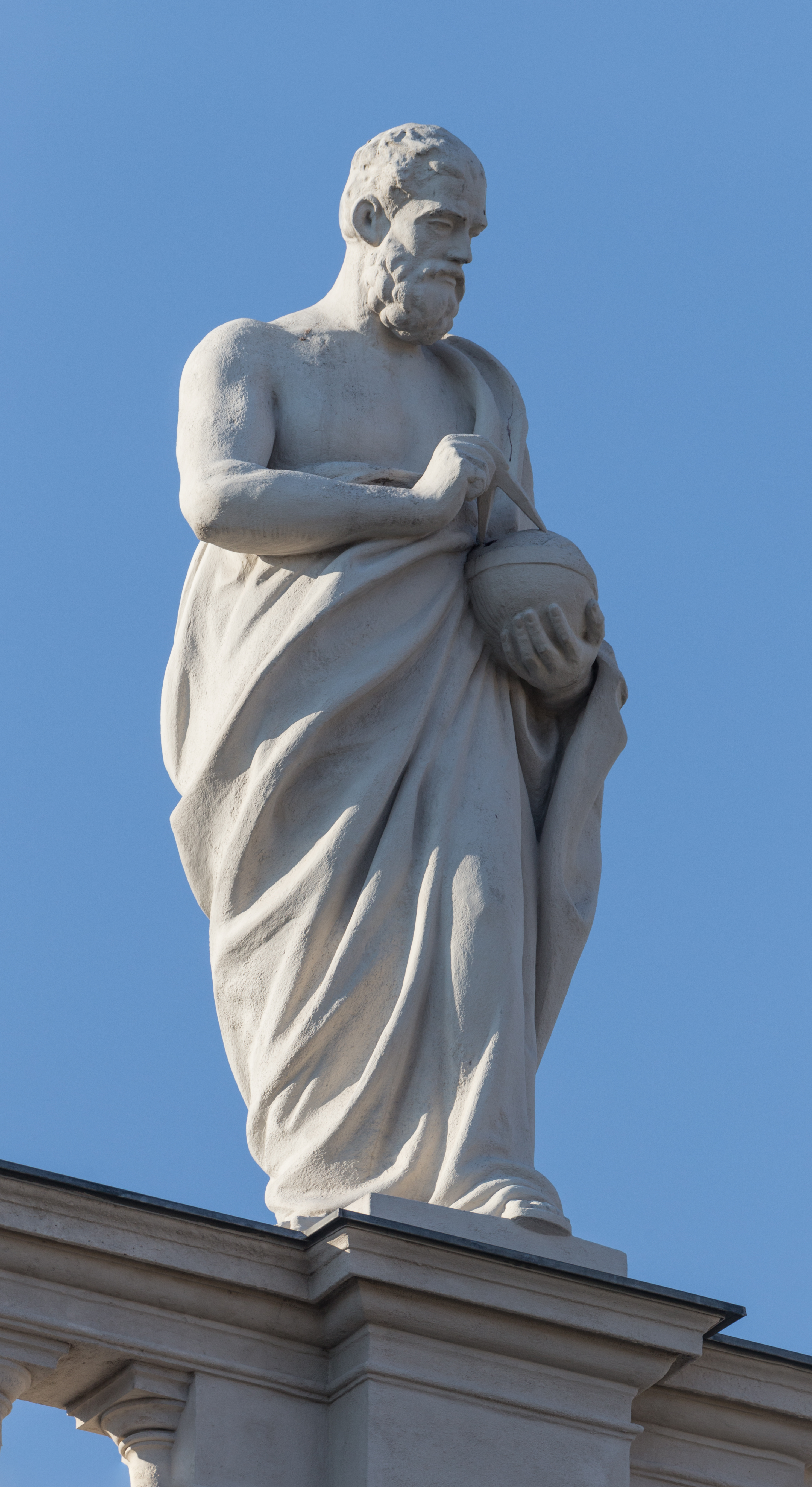
Figur des Anaxagoras, Naturhistorisches Museum, Wien

Anaxagoras (griechisch Ἀναξαγόρας Anaxagóras; * um 499 v. Chr., wahrscheinlich in Klazomenai; † 428 v. Chr., wahrscheinlich in Lampsakos) war ein griechischer Philosoph (Vorsokratiker) aus Klazomenai in Kleinasien. Sein nur in Fragmenten und hauptsächlich von Aristoteles überliefertes philosophisches Denken wird als Zusammenführung der Ansätze Heraklits und der Eleaten gedeutet. Mit Anaxagoras gelangte die ionische Aufklärung nach Athen, denn dort verbrachte er die wichtigsten Jahrzehnte seines Lebens und stand dem leitenden Staatsmann Perikles als philosophischer Lehrer und Berater nahe. Auch der Tragödiendichter Euripides ließ sich von ihm in das philosophische Denken und Forschen einführen. Als Mathematiker beschäftigte er sich hauptsächlich mit der Quadratur des Kreises.

## Leben
Anaxagoras ging um das Jahr 462 v. Chr. nach Athen, machte dort seine Lehren bekannt und erlebte den politischen Durchbruch zur entwickelten Attischen Demokratie. Nach Plutarch war er es, der Perikles „jene Kraft, jenen festen und standhaften Mut, das Volk zu leiten beibrachte, und überhaupt seinen Charakter zu einer besonderen Würde und Vollkommenheit erhob“. Perikles, der Anaxagoras außerordentlich schätzte, soll von ihm „in der Kenntnis überirdischer und himmlischer Dinge unterrichtet“ worden sein. Durch den Unterricht des Anaxagoras gelangte Perikles „zu einer hohen Denkungsart und zu einem erhabenen Vortrage, der von allem erkünstelten, auf Volksgunst abzielenden Gewäsch ganz rein war“. 
Um ca. 430 v. Chr. wurde Anaxagoras wegen seiner Leugnung der Göttlichkeit der Sonne der Gottlosigkeit angeklagt, durch den Einfluss des Perikles vor der Todesstrafe gerettet, aber auf Dauer verbannt. Seine letzten zwei, drei Lebensjahre verbrachte er in Lampsakos im Exil. Sein Werk „Über die Natur“ wurde für eine Drachme in Athen unter der Hand verkauft und beeindruckte auch Sokrates.

## Bedeutung und Lehre
Anaxagoras gilt als einer der ersten Vertreter einer Verschmelzung der Theologie mit Kosmologie und Ontologie, einer Desakralisierung der Welt, dem „Rückzug der Götter“. „Das vormals Heilige oder Göttliche gerät in den Sog eines welterklärenden Logos und eines lebensgestaltenden Ethos, die beide ihre eigenen Wege gehen und ihren eigenen Gesetzen folgen.“
Carl-Friedrich Geyer sieht Anaxagoras in der Tradition der ionischen Naturphilosophen auf der Suche nach den ersten Gründen der Welt und zugleich nach dem ordnenden Prinzip für die ursprünglich amorphe Masse der Welt. Anaxagoras gehe von einer Urmischung aus, in der unendlich viele kleine Bestandteile unterschiedlicher Art enthalten seien, die Homoiomerien. Demgegenüber zieht Rapp in Zweifel, dass Anaxagoras diesen Begriff überhaupt gebraucht hätte, und schreibt dessen Entstehung vielmehr der Anaxagoras-Deutung des Aristoteles zu. Nach Rapp bilden vier Grundsätze den Kern von Anaxagoras’ philosophischem Denken. Sie besagen, dass am Anfang alles miteinander vermischt war, dass es in allem einen Anteil von allem gibt, dass es keinen kleinsten Teil von irgendetwas gibt und dass nichts aus etwas entsteht, was nicht ist.
 
 
Neben den vermischten Stoff stellte Anaxagoras als eine Art zweites Prinzip einen unpersönlichen Weltgeist (Nous), der in Bewegung gesetzt und getrennt habe, was vordem zusammenruhte. In dem betreffenden Fragment B 12 heißt es dazu: 

„Der Geist ist als einziges mit keiner anderen Sache vermischt, daher existiert nur er für sich selbst. Er ist unendlich und herrscht selbständig. Er ist die feinste und reinste von allen Sachen, hat von allem Kenntnis und besitzt die größte Kraft. Der Geist ist nicht nur Ursache der kosmischen Kreisbewegung, er hat auch alles geplant und arrangiert.[…]“

Die Sonne betrachtete Anaxagoras nicht wie viele seiner Zeitgenossen als Gottheit, sondern als einen rotglühenden Stein, der größer sei als die Peloponnes. Als erster Philosoph vertrat er die Auffassung, dass der Mond nicht von sich aus leuchtet, sondern nur indirekt, indem er von der Sonne angestrahlt wird.
Nach Aristoteles (384–322 v. Chr.) soll Anaxagoras die Auffassung vertreten haben, dass die Menschen die klügsten Lebewesen seien, weil sie Hände haben. Die Hände seien also die Ursache dafür, dass der Mensch das intelligenteste Lebewesen geworden sei. Dieser naturalistischen Erklärung widersprach Aristoteles, indem er ihr seine teleologische Erklärung entgegenstellte. Aristoteles’ Erklärungsansatz zufolge hätten umgekehrt die Menschen deshalb Hände, weil sie die klügsten Lebewesen seien. Die teleologische Erklärung setzt voraus, dass der Kosmos und die Natur zweckmäßig und sinnvoll aufgebaut sind. So sind für  Aristoteles „Hände ein Werkzeug, und die Natur weist, ebenso wie ein kluger Mensch, jegliches Ding immer demjenigen zu, der es gebrauchen kann.“ Anaxagoras’ Erklärung hingegen kommt, und das zeichnet sie aus, ohne diese Prämisse aus. In den modernen Naturwissenschaften ist daher die teleologische wieder durch die naturalistische Erklärungsweise verdrängt worden – statt nach einer causa finalis (Zweck- bzw. Zielursache) wird nach einer causa efficiens (Wirkursache) gefragt; obwohl man den Funktionalismus wiederum als Weiterentwicklung der Zweckursache deuten könnte. – In der philosophischen Anthropologie hat sich zwischenzeitlich die ursprüngliche Ansicht von Anaxagoras wieder durchgesetzt, wonach, gerade im Vergleich zum Menschenaffen, der aufrechte Gang zur Differenzierung von Hand und Fuß (anstelle des vierhändigen Gangs, vgl. Hominisation) und damit zur Entlastung des Kopfapparats führt. Über die Jahrtausende konnte dann der Gehirnschädel an Größe gewinnen und so folglich einem größeren Gehirn Platz geben.
Auch die Untersuchung von Naturphänomenen auf experimenteller Basis beschäftigte Anaxagoras. Eine Wasseruhr, die sogenannte Klepsydra, diente ihm zu dem vermeintlichen Nachweis der Nichtexistenz des leeren Raumes. In Platons Dialog Phaidon sagt Sokrates (469–399 v. Chr.), er habe sich in seiner Jugend sehr für die Naturwissenschaften interessiert (96A ff) und sich gefreut, in Anaxagoras einen guten Lehrer gefunden zu haben (97D). Er sei dann aber wieder von der Naturphilosophie abgekommen, denn Anaxagoras habe die entscheidende Frage nicht beantworten können, was denn die Vernunft sei, der wir unsere Einsichten in die Beschaffenheit der Natur verdanken. Es sei doch eine Scheinerklärung, zu sagen, dass jemand sich von einem Ort an einen anderen deshalb begebe, weil er zwei Beine habe. Die Erklärung müsse sich viel mehr auf die Gedanken beziehen, die jemanden zu diesem Ortswechsel veranlassen. Dies ist der Ausgangspunkt der Sokratischen Revolution gegenüber den Naturphilosophen. Diese fragten nach der Beschaffenheit der Natur, aber Sokrates fragte nach der Beschaffenheit unseres Denkens.

## Rezeption
Nach Max Horten hat der muʿtazilitische Theologe und Philosoph an-Nazzām verschiedene Elemente seines naturphilosophischen Gedankensystems Dinge von Anaxagoras übernommen.
Nach Anaxagoras ist auch der Mondkrater Anaxagoras benannt. Auch die Pflanzengattung Anaxagorea A.St.-Hil. aus der Familie der Annonengewächse (Annonaceae) ist nach ihm benannt.

## Textausgaben und Übersetzungen
- Hermann Diels, Walther Kranz: Die Fragmente der Vorsokratiker. 6. Auflage, 1951, Nr. 59 Digitalisat; griechisch-deutsch
- Wilhelm Capelle: Die Vorsokratiker. Die Fragmente und Quellenberichte. 9. Auflage, Alfred Kröner, Stuttgart 2008, ISBN 978-3-520-11909-4 (Quellentexte in deutscher Übersetzung)
- Patricia Curd (Hrsg.): Anaxagoras of Clazomenae. Fragments and Testimonia. A Text and Translation with Notes and Essays (= The Phoenix Presocratics, 6. Phoenix Supplementary Volumes, 44). University of Toronto Press, Toronto 2007, ISBN 978-0-8020-9325-7
- Laura Gemelli Marciano (Hrsg.): Die Vorsokratiker. Band 3, Artemis & Winkler, Mannheim 2010, ISBN 978-3-538-03502-7, S. 6–179 (griechische Quellentexte mit deutscher Übersetzung, Erläuterungen sowie Einführung zu Leben und Werk)
- David Sider (Hrsg.): The Fragments of Anaxagoras. Edited with an Introduction and Commentary (Beiträge zur klassischen Philologie, 118). Hain Verlag, Meisenheim 1981; 2. Auflage, Academia-Verlag, Sankt Augustin 2005.